# Église Saint-Jean-Baptiste d'Aiguilles
Pour les articles homonymes, voir Église Saint-Jean-Baptiste.
L'église Saint-Jean-Baptiste est une église catholique située à Aiguilles (Hautes-Alpes) dans le diocèse de Gap et d'Embrun.

## Historique
Construite au Moyen Âge à proximité du Guil, elle aurait été détruite par une crue au XVe siècle puis rebâtie à son emplacement actuel. Elle a particulièrement soufferte des guerres de Religion et a été profondément remaniée au XIXe siècle.

## Architecture
Le chœur de l'église est constitué par une travée voûtée en berceau plein-cintre et un cul-de-four tandis que sa nef est constituée de 3 travées voûtées en berceau et par 2 collatéraux voûtés d'arêtes ; l'une des sacristies est voûtée en berceau, la 2e d'arêtes.